# 225 Velorum
225 Velorum (x Velorum) é uma estrela na direção da Vela. Possui uma ascensão reta de 10h 39m 18.41s e uma declinação de −55° 36′ 11.8″. Sua magnitude aparente é igual a 4.29. Considerando sua distância de 901 anos-luz em relação à Terra, sua magnitude absoluta é igual a −2.92. Pertence à classe espectral G2II.